# Модерато Візінтайнер
Модерато Візінтайнер (порт. Moderato Wisintainer, 14 липня 1902, Алегрете, Бразилія — 31 січня 1986, Пелотас, Бразилія) — бразильський футболіст, що грав на позиції нападника, зокрема, за клуб «Фламенго», а також національну збірну Бразилії.
Дворазовий переможець Ліги Каріока. 

## Клубна кар'єра
У 19 років дебютував за команду «Палестра-Мінейро», в якій провів один сезон. 
Своєю грою за цю команду привернув увагу представників тренерського штабу клубу «Фламенго», до складу якого приєднався 1923 року. Відіграв за команду з Ріо-де-Жанейро наступні сім сезонів своєї ігрової кар'єри. Більшість часу, проведеного у складі «Фламенго», був основним гравцем атакувальної ланки команди.
Завершив професійну ігрову кар'єру у клубі «Гуарані» з міста Баже, за команду якого виступав протягом 1931—1932 років.
Помер 31 січня 1986 року на 84-му році життя у місті Пелотас.
| Дата           | Місто        | Господарі | Результат | Гості     | Турнір                           | Голи | Примітки |
| -------------- | ------------ | --------- | --------- | --------- | -------------------------------- | ---- | -------- |
| 6 грудня 1925  | Буенос-Айрес | Бразилія  | 5 – 2     | Парагвай  | Чемпіонат Південної Америки 1925 | -    |          |
| 13 грудня 1925 | Буенос-Айрес | Бразилія  | 1 – 4     | Аргентина | Чемпіонат Південної Америки 1925 | -    |          |
| 17 грудня 1925 | Буенос-Айрес | Бразилія  | 3 – 1     | Парагвай  | Чемпіонат Південної Америки 1925 | -    |          |
| 25 грудня 1925 | Буенос-Айрес | Бразилія  | 2 – 2     | Аргентина | Чемпіонат Південної Америки 1925 | -    |          |
| 20 липня 1930  | Монтевідео   | Бразилія  | 4 – 0     | Болівія   | ЧС 1930                          | 2    |          |
| Усього         |              | Матчів    | 5         |           | Голів                            | 2    |          |

## Титули і досягнення
- Переможець Ліги Каріока (2):

«Фламенго»: 1925, 1927
- Срібний призер Чемпіонату Південної Америки: 1925